# Lules
Lules – miasto w Argentynie, położone w środkowej części prowincji Tucumán.
W mieście znajduje się węzeł drogowy-RP301 i RP321.